# Eutelsat Hot Bird 13B
Eutelsat Hot Bird 13B (precedentemente chiamato Hot Bird 8) è un satellite per le trasmissioni televisive del gruppo Eutelsat Communications che, attraverso appositi ricevitori della Terra collegati ad antenne paraboliche di diametro poco superiore a 70 cm, copre le regioni dell'Europa, Nordafrica e Medio Oriente. Dalla sua posizione, in orbita geostazionaria sull'equatore, a 13° est del meridiano di Greenwich deriva il suo nome. La lettera finale segue alfabeticamente l'ordine cronologico di lancio dei satelliti della serie Hot Bird situati nella medesima posizione.

## Storia
Il satellite Hot Bird 8 fu messo in orbita nell'agosto 2006 con un razzo Proton partito dal cosmodromo di Bajkonur, in Kazakistan.
Il 1º marzo 2012 il gruppo ha adottato una nuova denominazione per l'intera flotta satellitare, quindi il satellite ha cambiato nome in Eutelsat Hot Bird 13B.

## Transponder
I 64 ripetitori (transponder) presenti sul satellite trasmettono, qualora utilizzati, sulle frequenze della banda Ku.
Questa lista è suscettibile di variazioni e potrebbe essere incompleta o non aggiornata.

Fonte: LyngSat, 15 dicembre 2020
| Transponder | Frequenza (MHz) | Polarizzazione | Standard | Modulazione | Symbol rate (baud) | FEC (bit) | Provider         |
| ----------- | --------------- | -------------- | -------- | ----------- | ------------------ | --------- | ---------------- |
| 14          | 11470           | V              | DVB-S    | QPSK        | 27500              | 3/4       | vuota            |
| 18          | 11541           | V              | DVB-S    | QPSK        | 22000              | 5/6       | M-Three SatCom   |
| 50          | 11727           | V              | DVB-S2   | 8PSK        | 29900              | 3/4       | GlobeCast        |
| 53          | 11785           | H              | DVB-S2   | QPSK        | 29900              | 5/6       | Sky Italia       |
| 55          | 11823           | H              | DVB-S2   | 8PSK        | 27500              | 3/4       | Nova             |
| 56          | 11843           | V              | DVB-S2   | QPSK        | 29900              | 5/6       | Sky Italia       |
| 57          | 11862           | H              | DVB-S2   | QPSK        | 29900              | 5/6       | Sky Italia       |
| 58          | 11881           | V              | DVB-S    | QPSK        | 27500              | 3/4       | Sky Italia       |
| 59          | 11900           | H              | DVB-S2   | QPSK        | 29900              | 5/6       | Sky Italia       |
| 61          | 11938           | H              | DVB-S2   | 8PSK        | 27500              | 3/4       | Nova             |
| 62          | 11958           | V              | DVB-S    | QPSK        | 27500              | 3/4       | Sky Italia       |
| 63          | 11977           | H              | DVB-S2   | QPSK        | 29900              | 5/6       | Sky Italia       |
| 64          | 11996           | V              | DVB-S2   | QPSK        | 29900              | 5/6       | Sky Italia       |
| 65          | 12015           | H              | DVB-S2   | 8PSK        | 27500              | 3/4       | Cyfrowy Polsat   |
| 66          | 12034           | V              | DVB-S2   | QPSK        | 29900              | 5/6       | Sky Italia       |
| 67          | 12054           | H              | DVB-S2   | QPSK        | 29900              | 5/6       | Sky Italia       |
| 71          | 12130           | H              | DVB-S2   | 8PSK        | 27500              | 3/4       | Nova             |
| 72          | 12149           | V              | DVB-S    | QPSK        | 27500              | 3/4       | Eutelsat         |
| 73          | 12169           | H              | DVB-S2   | 8PSK        | 27500              | 3/4       | Nova             |
| 74          | 12188           | V              | DVB-S2   | 8PSK        | 27500              | 3/4       | Cyfrowy Polsat   |
| 76          | 12226           | V              | DVB-S    | QPSK        | 27500              | 3/4       | Voice of America |
| 77          | 12245           | H              | DVB-S2   | QPSK        | 29900              | 5/6       | Sky Italia       |
| 78          | 12264           | V              | DVB-S2   | 8PSK        | 27500              | 3/4       | Cyfrowy Polsat   |
| 79          | 12284           | H              | DVB-S2   | 8PSK        | 27500              | 3/4       | Cyfrowy Polsat   |
| 80          | 12303           | V              | DVB-S2   | 8PSK        | 27500              | 3/4       | Orange           |
| 81          | 12322           | H              | DVB-S    | QPSK        | 27500              | 3/4       | Eutelsat         |
| 82          | 12341           | V              | DVB-S2   | QPSK        | 29900              | 5/6       | Sky Italia       |
| 83          | 12360           | H              | DVB-S2   | QPSK        | 29900              | 5/6       | Sky Italia       |
| 84          | 12380           | V              | DVB-S    | QPSK        | 27500              | 3/4       | vuota            |
| 85          | 12399           | H              | DVB-S2   | 8PSK        | 29700              | 2/3       | Etisalat         |
| 86          | 12418           | V              | DVB-S2   | QPSK        | 29900              | 5/6       | Sky Italia       |
| 87          | 12437           | H              | DVB-S2   | 8PSK        | 29900              | 3/5       | Xtra TV          |
| 88          | 12466           | V              | DVB-S2   | QPSK        | 29900              | 5/6       | Sky Italia       |
| 89          | 12476           | H              | DVB-S2   | 8PSK        | 29900              | 3/4       | GlobeCast        |
| 115         | 10815           | H              | DVB-S    | QPSK        | 27500              | 5/6       | MX1              |
| 122         | 10949           | V              | DVB-S    | QPSK        | 27500              | 3/4       | vuota            |
| 123         | 10971           | H              | DVB-S2   | 8PSK        | 29700              | 2/3       | SRG SSR          |
| 128         | 11075           | V              | DVB-S2   | 8PSK        | 30000              | 3/4       | Media Broadcast  |
| 153         | 11565           | H              | DVB-S2   | 8PSK        | 29900              | 3/4       | GlobeCast        |
| 155         | 11604           | H              | DVB-S    | QPSK        | 27500              | 5/6       | vuota            |